# Rachel's Challenge
Rachel's Challenge é uma organização nos Estados Unidos que luta para reduzir a violência. É uma organização não-religiosa, sem fins lucrativos, e não-política, conduzida por Darrell Scott e sua esposa, Sandy.
Rachel Scott foi a primeira aluna morta no massacre de Columbine na Columbine High School, em 1999. Darrell Scott, o pai de Rachel, oficializou o Rachel's Challenge para eternizar o exemplo de sua filha e o "Código de Ética", de duas páginas, que ela escreveu um mês antes de sua morte nas mãos dos autores do massacre na Columbine High School, Eric Harris e Dylan Klebold. Este código de ética incluía as palavras: "A compaixão é a maior forma de amor que os seres humanos têm a oferecer", e Darrell Scott afirmou que sua crença nessa mensagem constitui a base para o que ele fala nas aparições públicas e para o que ele escreveu como autor.
O Rachel's Challenge é apresentado em escolas e comunidades pelos membros da família de Rachel Scott e outros palestrantes, usando imagens de vídeo do massacre de Columbine e suas consequências, combinadas com os desenhos e as escritas de Rachel Scott, em uma campanha para reprimir a violência escolar, o bullying, e o suicídio de adolescentes. A partir de 2009, o Rachel's Challenge já havia desenvolvido uma equipe de 30 palestrantes, que abordavam jovens em escolas e faculdades em todo o mundo para falar sobre o exemplo de Rachel. O programa Rachel's Challenge inclui o estabelecimento dos clubes Friends of Rachel nas escolas, seguindo pela apresentação inicial, para sustentar os objetivos da campanha em uma base de longo prazo. As escolas ao redor do país incorporaram o Rachel's Challenge em seus clubes, trazendo a mensagem aos seus alunos.

## Darrell Scott
Darrell Scott é co-autor de três livros sobre a vida de sua filha e seu impacto, estimulando estudantes a praticar compaixão e bondade. A Newsweek informou que ele e a organização "alcançaram milhares de escolas para entregar uma 'reação em cadeia' de esperança através de assembléias escolares, oficinas e programas de divulgação". Darrell disse para a Newsweek: "...diretores e professores sempre precisam estar atentos quanto àquele garoto isolado ou quieto, que sempre fica sozinho, pois este é, normalmente, o tipo de garoto que acaba explodindo. Eles também precisam criar uma atmosfera na escola onde os alunos compartilham com alguém se eles ouvirem ou verem uma ameaça. Sabemos que já houve vários tiroteios em escolas que foram impedidos porque um aluno viu outro escrevendo que queria matar alguém ou algo parecido. Acho que impedir todas as ameaças de qualquer tipo é de extrema importância, e, novamente, para mim, é cultivar uma atmosfera, um clima e uma cultura onde todos são aceitos. Porque quando as pessoas se sentem aceitas, não vão fazer algo como Eric e Dylan [os autores do massacre na Columbine High School] fizeram."

## Craig Scott
O irmão mais novo de Rachel Scott, Craig, de 16 anos, que era um aluno do primeiro ano do ensino médio na Columbine High School na época do massacre, ficou fisicamente ileso, mas viu a morte de vários colegas na biblioteca da escola enquanto ele se amontoava debaixo de uma mesa com dois amigos: Isaiah Shoels e Matthew Kechter—ambos foram mortos. No dia seguinte, ele foi entrevistado por Katie Couric no programa de televisão Today Show. Na triste entrevista, que a NBC não interrompeu com intervalos normalmente programados, foi descrita um ano depois pelo USA Today como "um dos momentos mais indeléveis da tragédia". Craig Scott escreveu sobre sua irmã, Rachel: "...seu amor pelas pessoas era menos condicional do que qualquer um que eu conhecia... Não importava para ela o que você parecia ou quem eram seus amigos. Outra coisa que eu gostei e respeitei muito foi que ela deixou bem claro... o que suas crenças eram."
Craig Scott continua fazendo aparições frequentes em nome do Rachel's Challenge, pedindo para adolescentes lutarem por uma sala de aula "cheia de bondade e compaixão" para parar a violência escolar. Ele também é periodicamente entrevistado em vários programas de televisão, como 20/20, Dateline NBC e Today Show, para falar sobre a perda de sua irmã e sobre a difícil recuperação da experiência traumática que ele passou como uma testemunha daqueles violentos assassinatos.

## Obra

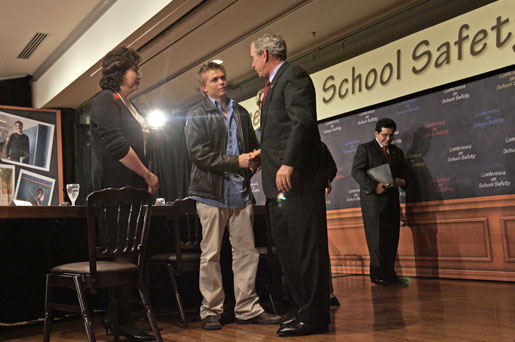
Craig Scott com o então Presidente dos Estados Unidos, George W. Bush, em uma reunião na Casa Branca, em 10 de outubro de 2006.

Na Conference on School Safety da Casa Branca, realizada em Washington, DC, em 10 de outubro de 2006, Craig Scott dirigiu-se ao Presidente dos Estados Unidos, ao Procurador-Geral dos Estados Unidos e ao Secretário de Educação, dizendo: "Bondade e compaixão podem ser os maiores antídotos para a raiva e o ódio, e eu acredito que os maiores antídotos para a violência. Nós já vimos o bullying parar, incidentes onde um estudante chegou com listas de feridos para pôr em prática ou planos para causar um tiroteio em sua escola, e contou para o palestrante ou para o professor sobre seus planos, mas teve uma mudou seu coração. Como nós fizemos isso? Nós fizemos isso com uma simples história de uma menina que acreditava na compaixão, Rachel Joy Scott. Mas minha irmã não é a única que acredita na bondade, e ela não era a única que estava em sua corajosa posição contra a injustiça, disposta a defender quem é humilhado na escola, disposta a se sentar com o aluno que fica sozinho no almoço, e disposta a conversar ou alcançar aquele que é consistentemente ignorado ou ridicularizado. Ela literalmente inspirou milhões de pessoas a continuar a reação em cadeia que ela começou...".
Em consequência do dia 16 de abril de 2007, o massacre de Virginia Tech, Darrell Scott e Craig Scott foram entrevistados em vários programas de televisão, como Showbiz Tonight, The Oprah Winfrey Show, Fox & Friends e Geraldo at Large, para compartilharem seus pensamentos sobre a violência escolar e lembrarem de Rachel Scott perto do oitavo aniversário da tragédia de Columbine. Craig Scott pediu aos telespectadores no The Oprah Winfrey Show, dois dias depois, para evitarem focar demais no atirador, dizendo: "Eu já encontrei estudantes que realmente idolatram os dois atiradores de Columbine... Nós nos concentramos em minha irmã, que é tão compassiva e gentil. E isso é o oposto dessa raiva e ódio."
Em 20 de abril de 2009, no aniversário de dez anos do massacre de Columbine, Darrell Scott disse para a entrevistadora da NBC, Natalie Morales, no programa Today Show: "Vimos muitas vidas serem mudadas graças a sua história e o nosso programa, Rachel's Challenge, tocou literalmente 13 milhões de vidas nos últimos dez anos." Ele disse que, de setembro de 2008 à abril de 2009, sua organização recebeu 105 e-mails de adolescentes dissuadidos de cometerem suicídio por participar de um programa do Rachel's Challenge. Em uma outra entrevista que foi ao ar no mesmo dia, Craig Scott disse para Natalie Morales: "Eu conheço muitos estudantes feridos pelo mundo afora e compartilho com eles minha história dolorosa, mas não estou apenas carregando uma história chorosa por aí... Estou tentando compartilhar com eles uma das coisas que eu aprendi a superar e ser uma pessoa melhor por causa disso." Até 2008, Craig Scott falou com mais de um milhão de pessoas ao fazer aparições no Rachel's Challenge, enquanto seguia uma carreira no cinema. Ele espera produzir filmes de inspiração e está no conselho administrativo da Associação de Roteiristas Americanos.